# Crepicardus mocquerysi
Crepicardus mocquerysi – gatunek chrząszcza z rodziny sprężykowatych i plemienia Crepidomenini.

## Taksonomia
Gatunek został opisany w 1929 przez E. J.-B. Fleutiaux. W rodzaju Crepicardus tworzy wraz z C. trisulcatus grupę gatunkową trisulcatus.

## Występowanie
Gatunek jest endemitem Madagaskaru.